# Patania expictalis
Patania expictalis is een vlinder uit de familie van de grasmotten (Crambidae). De wetenschappelijke naam van de soort is voor het eerst gepubliceerd in 1881 door Christoph.
Deze soort komt voor in China, het oosten van Rusland (Amoer) en Japan.